# Urbana (Ohio)
 For alternative betydninger, se Urbana. (Se også artikler, som begynder med Urbana)
Urbana er en amerikansk by og admistrativt centrum i det amerikanske county Champaign County, i staten Ohio. I 2000 havde byen et indbyggertal på 11.613.